# Mitrella antares
Mitrella antares is een slakkensoort uit de familie van de Columbellidae. De wetenschappelijke naam van de soort is voor het eerst geldig gepubliceerd in 2001 door P. M. Costa & P. J. de Souza.